# Адміністративний устрій Перечинського району
Адміністративний устрій Перечинського району — адміністративно-територіальний поділ Перечинського району Закарпатської області на 1 міську і 15 сільських рад, які об'єднують 25 населених пунктів та підпорядковані Перечинській районній раді. Адміністративний центр — місто Перечин.

## Список радПеречинського району
| №  | Назва                           | Центр           | Населені пункти                               | Площа км² | Місце за площею | Населення (2001), осіб. | Місце за населенням |
| -- | ------------------------------- | --------------- | --------------------------------------------- | --------- | --------------- | ----------------------- | ------------------- |
| 1  | Перечинська міська рада         | м. Перечин      | м. Перечин                                    |           |                 |                         |                     |
| 2  | Вільшинківська сільська рада    | с. Вільшинки    | с. Вільшинки                                  |           |                 |                         |                     |
| 3  | Ворочівська сільська рада       | с. Ворочово     | с. Ворочово                                   |           |                 |                         |                     |
| 4  | Дубриницька сільська рада       | с. Дубриничі    | с. Дубриничі с. Пастілки                      |           |                 |                         |                     |
| 5  | Зарічівська сільська рада       | с. Зарічово     | с. Зарічово                                   |           |                 |                         |                     |
| 6  | Новоселицька сільська рада      | с. Новоселиця   | с. Новоселиця                                 |           |                 |                         |                     |
| 7  | Порошківська сільська рада      | с. Порошково    | с. Порошково с. Маюрки с. Мокра               |           |                 |                         |                     |
| 8  | Сімерківська сільська рада      | с. Сімерки      | с. Сімерки                                    |           |                 |                         |                     |
| 9  | Сімерська сільська рада         | с. Сімер        | с. Сімер                                      |           |                 |                         |                     |
| 10 | Тур'є-Бистрянська сільська рада | с. Тур'я Бистра | с. Тур'я Бистра с. Свалявка                   |           |                 |                         |                     |
| 11 | Тур'є-Пасічанська сільська рада | с. Тур'я Пасіка | с. Тур'я Пасіка с. Завбуч с. Раково           |           |                 |                         |                     |
| 12 | Тур'є-Полянська сільська рада   | с. Тур'я Поляна | с. Тур'я Поляна с. Полянська Гута             |           |                 |                         |                     |
| 13 | Тур'є-Реметівська сільська рада | с. Тур'ї Ремети | с. Тур'ї Ремети                               |           |                 |                         |                     |
| 14 | Турицька сільська рада          | с. Туриця       | с. Туриця                                     |           |                 |                         |                     |
| 15 | Туричківська сільська рада      | с. Турички      | с. Турички с. Липовець с. Лікіцари с. Лумшори |           |                 |                         |                     |

* Примітки: м. — місто, с. — село